# Édouard Taylor (cyclisme)
Pour les articles homonymes, voir Taylor.
Edward Henry Taylor, né le 18 juin 1880 à Paris 10e et mort le 24 septembre 1903 au Perreux-sur-Marne est un coureur cycliste sur piste français .

## Biographie
Edward Henry Taylor est né de parents anglais, à Paris où il grandit.
Il commence sa carrière à l'âge de 15 ans, managé par Cuthbert Waddy,. Son premier succès remonte au mois d'août 1896, dans la course Paris-Cabourg. La même année, Il devient professionnel et débute au premier vélodrome d'Hiver, où il se classe honorablement dans les épreuves de demi-fond. Le public l'appelle Le Gosse Rouge, du fait de la couleur de son maillot.
En 1897 et 1898, il part aux États-Unis pendant plusieurs mois.
L'année 1899 est sa meilleure saison : Taylor remporte plusieurs prix importants en tant que stayer, devient champion de France et établit pour la première fois le record du kilomètre en une minute (derrière entraineur).
Il se mesure successivement à toutes les célébrités de sa spécialité, entre autres: Jimmy Michael, Harry Elkes, Albert Champion, Émile Bouhours, Constant Huret, Tom Linton, Alphonse Baugé, Fred Armstrong, Albert Walters, Lucien Lesna, Henri Contenet, Bor, Lartigue, Edmond Jacquelin, Thaddäus Robl, Arthur Adalbert Chase, etc. Il ne connait la défaite que derrière Harry Elkes dans le match qui les réunit le 13 mai 1900, au Parc des Princes.
Il bat le record de l'heure derrière entraineur en 1898 (54,45 km) et en 1900 (59,486 km, puis 62,313 km, derrière moto,).
En 1900, il participe aux Jeux olympiques de Paris dans des courses pour professionnels non reconnues comme olympiques. Il termine 1er du 100 miles.
En 1901, il part courir aux Etats-Unis pendant 6 mois.
Après avoir terminé troisième de la course professionnelle des stayers aux championnats du monde de cyclisme sur piste en 1902, il doit se retirer de la course pour cause de maladie et devient le manager du suisse Jean Gougoltz .
En 1903, il meurt de la tuberculose au domicile de sa grand-mère à Le Perreux,. Il est inhumé à Nogent-sur-Marne

## Palmarès sur piste

### Championnats du monde
- Paris 1900
  -  Médaillé d'argent du demi-fond professionnels[12].
- Berlin 1902
  -  Médaillé de bronze du demi-fond professionnels

### Championnats d'Europe
- 1900
  - 3e du championnat d'Europe de demi-fond

### Championnats de France
- 1896
  - 2e du championnat de France de demi-fond
- 1899
  -  Champion de France de demi-fond

### Autres
- Prix du Conseil général, en 1897
- Courses professionnelles des Jeux olympiques de Paris 1900[13]
  - Vainqueur du 100 miles
  - 3e du 100 km
- Roue d'Or de Berlin, en 1900[7].

## Hommage
Un prix Édouard Taylor, 40 km derrière moto, est créé à sa mémoire vers 1906 et disputé jusqu'en 1932 au moins.